# Liebe niemals einen Fremden
Liebe niemals einen Fremden (Originaltitel: The Rain People) ist ein US-amerikanischer Spielfilm von Francis Ford Coppola aus dem Jahre 1968. Der Regisseur und Freund Coppolas George Lucas half ihm bei diesem Film. „Liebe niemals einen Fremden“ gewann 1969 den „Golden Shell“-Preis beim San Sebastian Film Festival in Amerika. Die deutschsprachige Erstaufführung erfolgte am 28. November 1969.

## Handlung
Die an seelischen Spannungen leidende Hausfrau Natalie verlässt ihr Heim und ihren Ehemann in Long Island, als sie herausfindet, dass sie schwanger ist. Sie flüchtet vor ihrem bisherigen Leben, in der Hoffnung, sie könne etwas Besseres daraus machen. Auf ihrer Flucht begegnet sie dem minimal geistig beschränkten Tramper und Footballspieler Jimmie, der wegen eines Footballunfalls eine Metallplatte im Kopf hat, und nimmt ihn mit. Mit ihrer Freundschaft wächst auch ihre Bereitschaft, Pflichten und Verantwortung der ungewollten kommenden Mutterschaft zu übernehmen. Am Ende bleibt die Frage, ob sie zu ihrem Ehemann und der Familie zurückkehren soll oder bei dem Tramper, den sie lieb gewonnen hat, bleiben soll. Die Geschichte wird komplizierter, als Natalie mit dem freundlichen, aber einsamen Tankwart etwas anfängt.

## Kritik
- „Quasi eine weibliche Variante von „Easy Rider“: Francis Ford Coppola inszenierte dieses ruhige Sozialdrama aus der New-Hollywood-Ära mit vorzüglichen Darstellern – allen voran die wunderbare Shirley Knight und James Caan. Zahlreiche Flashbacks illustrieren den tristen Alltag, aus dem die Hauptfigur ihre Flucht antritt, und insbesondere im ersten Teil überzeugt Coppolas einfühlsame Inszenierung.“ – Kino.de[1]

- „Ein Mann arglosen Gemüts – er ist wie ein Kind, das ständig aufgeht im Gefühl des Augenblicks. Killer erzählt Natalie auch von den Regenmenschen, die sich auflösen beim Weinen … Coppolas erstes, dem Schimmern des Regens gewidmetes Meisterwerk: New Hollywood durch und durch, entstanden mit einer Minimalcrew auf einer viermonatigen Reise durch die USA; gedreht aus einem Wohnmobil heraus, halb nach Drehbuch, halb improvisiert, in langen Einstellungen, durch die jene Zeit zieht, die für Natalie und Killer immer bedeutungsloser wird.“ – Film.at[2]

„[Immerhin] kann The Rain People als Beleg dafür dienen, dass Coppola das Medium von Film zu Film besser und präziser zu handhaben lernte. Der Einsatz der Kamera und die Schauspielerführung sind überzeugend, und alle drei Hauptrollen sind trotz ihrer elliptischen Anlage eindrücklich gestaltet [...]. Der Film führt jedenfalls deutlich vor Augen, dass Coppola wie einige europäische Regisseure, die er bewunderte (Ingmar Bergman, Alain Resnais) bereit war, neue Erzähltechniken und neue Produktionsformen auszuprobieren.“